# Шевченко (Покровский городской совет)
Шевченко (укр. Шевченко) — посёлок (с 27 октября 1938 года, до 1921 года — Лысая Гора), входит в Покровский городской совет Донецкой области Украины.

## История
С 1938 года — посёлок городского типа.
Во время Великой Отечественной войны в 1941—1943 селение находилось под немецкой оккупацией.
В январе 1989 года численность населения составляла 3053 человека.
По состоянию на 1 января 2013 года численность населения составляла 1786 человек.
6 декабря 2024 года, в связи с вторжением России в Украину, за поселок начались ожесточенные бои. 15 декабря 2024 года частично был захвачен ВС РФ. В течение последующих шести месяцев за контроль над посёлком шли бои. В середине марта 2025 года ВСУ отбили часть Шевченко. Полностью был захвачен ВС РФ к началу июня 2025 года.

## Местный совет
85316, Донецкая обл., Покровский городской совет, пгт Шевченко, ул. Клары Цеткин, 1